# Scutellonema abberans
Scutellonema abberans är en rundmaskart. Scutellonema abberans ingår i släktet Scutellonema och familjen Hoplolaimidae. Inga underarter finns listade i Catalogue of Life.